# Château de Blessac
Le château de Blessac, aussi appelé ancien prieuré de Blessac est un édifice situé à Blessac, en France.

## Localisation
Le château est situé sur le territoire de la commune de Blessac, au centre du bourg, dans le  département de la Creuse, en région Nouvelle-Aquitaine. On y accède par la route départementale 17, à 4km à l'Ouest du centre-ville d'Aubusson.

## Description
Demeure privée depuis le XVIIIe siècle, il a été entièrement modernisé et restauré depuis les années 2000 et déploie environ 1 800 m2 habitables sur 3 niveaux.
L'ensemble est composé de 12 chambres avec leurs salles de bains, 6 salons de réception ainsi que d’une galerie. De nombreux éléments sont d’époque (XVIe – XVIIIe siècles voire antérieurs) notamment : les boiseries, les cheminées en pierre et les parquets. 
Le parc du château, d'une surface de 10 hectares, dispose : d'une chapelle et d'une partie de l'église communale, de deux étangs alimentés directement par la Creuse à travers le ruisseau de Grouille, d'une piscine, d'un bassin, d'une petite maison, d'un pigeonnier et d'un caveau vénitien.
L'architecte aubussonnais Patrice Trapon explique, à propos de l'ensemble[source insuffisante]:

« Blessac demeure un des rares établissements monastiques de la Creuse où ait subsisté un ensemble de construction permettant de retrouver l’aspect du couvent dans son agencement du XVIIIe siècle »

L'architecte y a eu en charge, en 2016, la restauration de l’église Saint-Martial, bâtie au XVIIIe siècle sur l’emplacement d’un édifice du XIIe siècle. Sous l'ancien régime, le couvent était le principal couvent aristocratique de la province (Limousin).